# McCool
McCool – miasto w Stanach Zjednoczonych, w stanie Missisipi, w hrabstwie Attala.